# Porte de l'Est (Saint-Papoul)
La porte de l'Est, couramment appelée Tour des Gardes est une porte de ville située à Saint-Papoul, en France.

## Description
L'édifice se compose d'une tour rectangulaire percé d'une porte en arc brisé. Une ouverture permettait le passage d'une herse qui permettait de barrer l'accès au village. Du côté de l'intérieur du village, le tympan est surmonté d'une statue de la Vierge à l'Enfant datant du XVIe siècle.

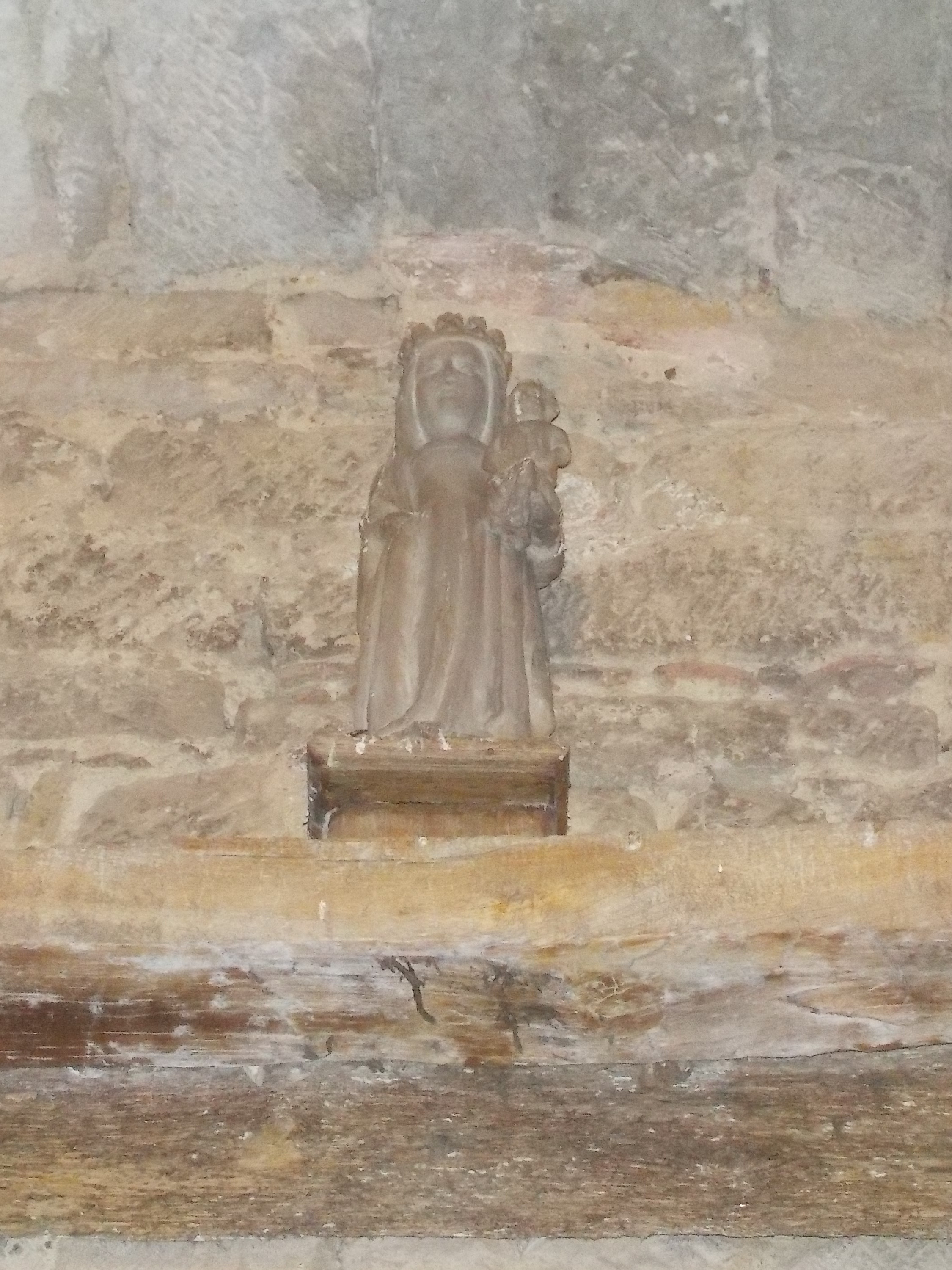
La statue de la Vierge à l'Enfant.
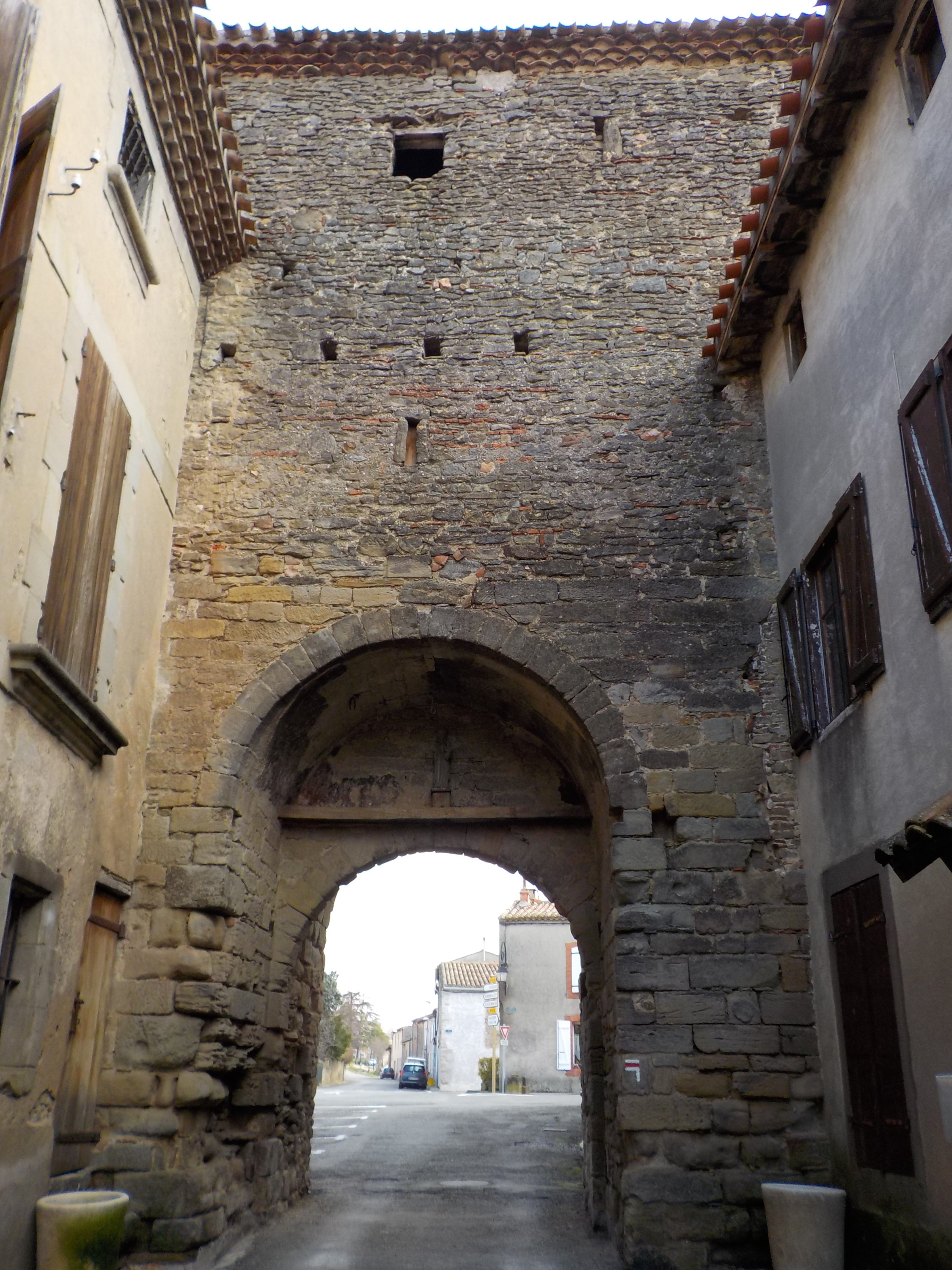
La tour côté rue de la Tour des Gardes
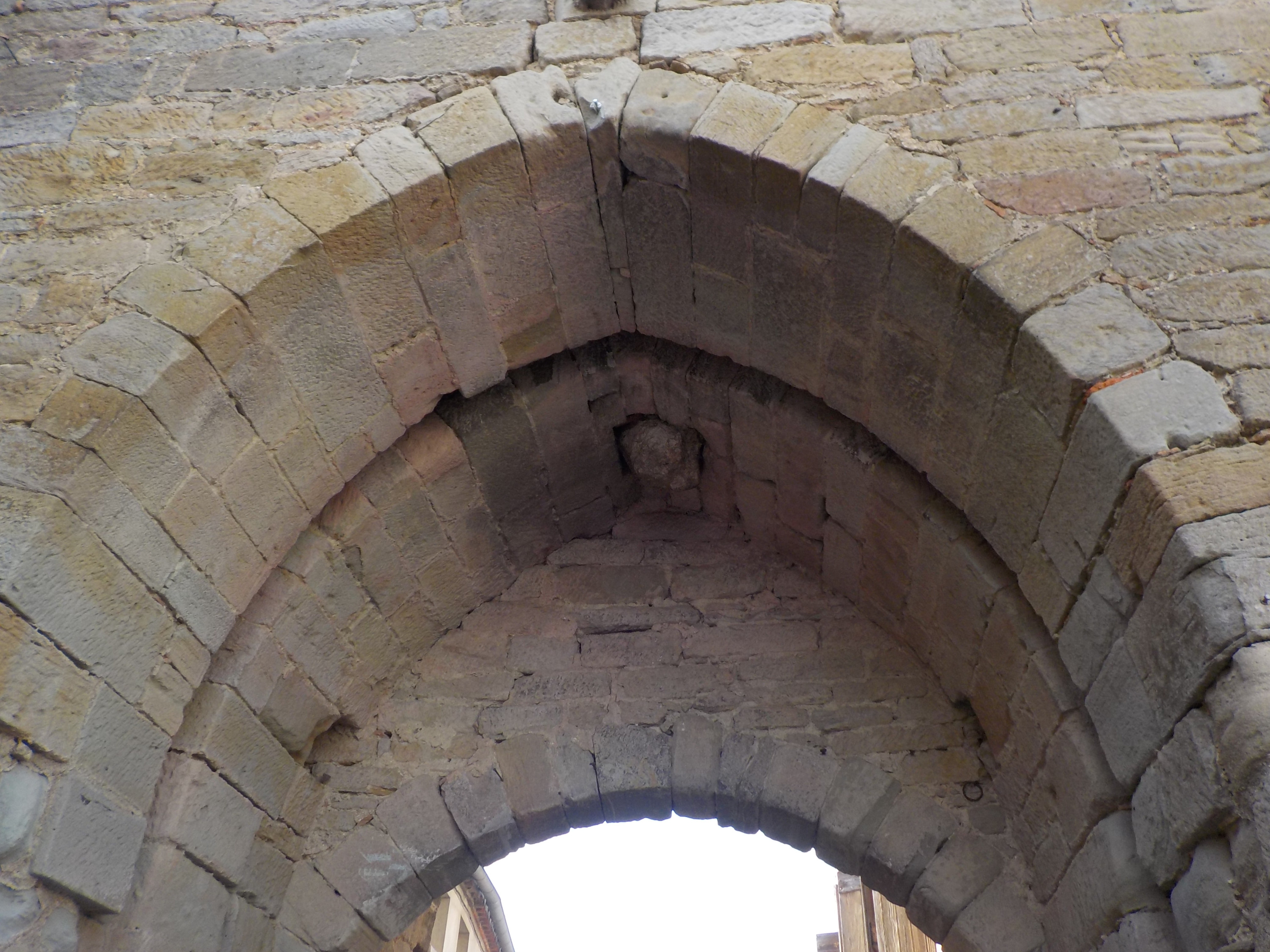
La porte en arc brisé et l'emplacement de la herse

## Localisation
La porte de ville est située sur la commune de Saint-Papoul, dans le département français de l'Aude. Elle se trouve à l'intersection de la rue de la Tour des Gardes, qu'elle enjambe, et de la place de la Bascule.

## Historique
Cette porte faisait partie des fortifications construites autour du village de Saint-Papoul sous l'épiscopat de Guillaume de Cardaillac (1328-1348), troisième évêque de Saint-Papoul. En plus de son usage défensif, la Tour des Gardes a servi de prison épiscopale.
L'édifice est inscrit au titre des monuments historiques en 1926.